# Ptolemaeus I Soter
Ptolemaeus I Soter, eigenlijk Ptolemaios (Oudgrieks: Πτολεμαῖος Σωτήρ) (Macedonië, 367 - Alexandrië, 282 v.Chr.) was een veldheer onder Alexander de Grote en na diens dood koning van Egypte. Hij was de stichter van de Egyptische dynastie der Ptolemaeën.

## Afkomst
Over zijn exacte afkomst bestond reeds in de oudheid veel onduidelijkheid. Officieel was hij de zoon van een zekere Lagos, een verder onbekende Macedonische edelman, maar er waren ook geruchten dat hij een zoon van Philippos II (en zijn bijvrouw Arsinoë) was, de vader van Alexander de Grote (356-323 v.Chr.) en koning van Macedonië; in dat geval zou hij een halfbroer van Alexander zijn. Ook over zijn jeugd is weinig bekend. Hij was waarschijnlijk bevriend met Alexander en zou met hem verbannen geweest zijn door Philippos II, maar keerde in 336 v.Chr. bij de dood van Philippos naar Macedonië terug.

## In dienst van Alexander
Ptolemaeus zou deelgenomen hebben aan Alexanders veldtocht in het noorden tegen onder meer de Triballiërs en zou ook aanwezig geweest zijn bij de verwoesting van Thebe (Griekenland) in 335 v.C.. Ook aan Alexanders grote veldtocht tegen Perzië nam hij deel. Aanvankelijk was hij hier een achtergrondfiguur, maar hij kreeg steeds belangrijkere commando's toegewezen, zoals de arrestatie van de Pers Bessos, die de Perzische koning Darius III vermoord had.
Archeologen hebben in het westen van Turkije een opschrift teruggevonden van een wijding aan de goden, dat uit 334 zou dateren, en waarop een Ptolemaios, zoon van Lagos, vermeld wordt. Het opschrift toont aan dat Ptolemaios in de beginfase aan de veldtocht met Alexander deelnam én toen reeds niet onbemiddeld was.

## Diadochos

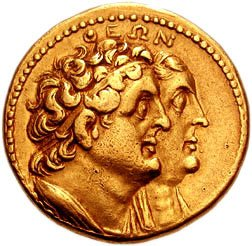
Gouden oktadrachme met de afbeelding van Ptolemaeus I en Berenice I
(ca. 265 v.Chr.)

In juni 323 v.Chr. overleed Alexander de Grote in Babylon. Zijn wettige erfgenamen waren zijn zwakzinnige halfbroer, Philippos Arrhidaios, en zijn op dat moment nog ongeboren zoon, Alexander IV. Er stond dus geen capabele erfgenaam klaar en Perdikkas, een van Alexander de Grotes naaste medewerkers, trad daarom op als regent. En 'voorlopig' zouden dan de voormalige generaals van Alexander ieder een deel van het rijk besturen. Ptolemaeus kreeg de satrapie (provincie) Egypte toegewezen. Hij moest er samenwerken met de nog door Alexander aangestelde gouverneur Cleomenes van Naukratis. Al snel schakelde Ptolemaios hem uit, teneinde de provincie alleen te kunnen besturen. In 322 v.Chr. kaapte hij in Damascus het konvooi dat Alexanders lijk vervoerde en hij liet het in Memphis begraven met een grootse plechtigheid. Later kreeg Alexander een monumentaal graf in de nieuwe hoofdstad Alexandrië. De symbolische waarde van het bezit van het lichaam van de voorganger was enorm. Rond deze tijd nam Ptolemaeus ook allerlei maatregelen om zijn militaire macht uit te bouwen: hij bracht een eigen leger op de been, hij wist Cyrene (ten westen van Egypte) onder zijn gezag te krijgen en hij sloot verdragen met verschillende stadskoningen in Cyprus. Op deze manier bouwde hij een persoonlijke machtsbasis uit in Egypte, wat niet noodzakelijk wil zeggen dat hij het gebied van het Alexanderrijk wilde afscheuren. 
De regent of andere diadoch Perdikkas vertrouwde hem kennelijk niet en ondernam in 321 een veldtocht naar Egypte tegen hem, maar sneuvelde daarbij. Ptolemaios' positie in Egypte werd daardoor zo versterkt dat hij zelfs het regentschap over heel het rijk kreeg aangeboden, maar dat weigerde hij. In datzelfde jaar (321 v.C.) bevestigt de rijksdeling van Triparadisus Ptolemaeus als heerser over Egypte.
In de jaren daarna probeerde Ptolemaeus zijn invloed te vestigen over een groot deel van het oostelijke Middellandse Zeegebied. Hij veroverde onder andere Syrië en delen van Klein-Azië, en zond Seleucus I Nicator naar Babylon. Deze ontketende de Babylonische Oorlog en slaagde erin alle oostelijke gebiedsdelen te ontnemen aan de diadoch Antigonos I Monophthalmos, een Macedonische edelman, die daarmee twee derde van zijn rijk verspeelde.
Zelf trok Ptolemaeus rond 309 v.Chr. naar Griekenland, maar slaagde er niet in echt vaste voet aan de grond te krijgen, terwijl hij daarmee wel zijn bondgenoot Cassander bruuskeerde. Rond dezelfde tijd zocht hij, net als vele andere ambitieuze heersers, toenadering tot Cleopatra van Macedonië, de zus van Alexander de Grote. Als hij met haar kon trouwen, kon hij zijn macht legitimeren door een band met het koningshuis. Zijn oude rivaal Antigonos saboteerde echter al deze ambities door Cleopatra in 308 v.Chr. te vermoorden.

## Koning

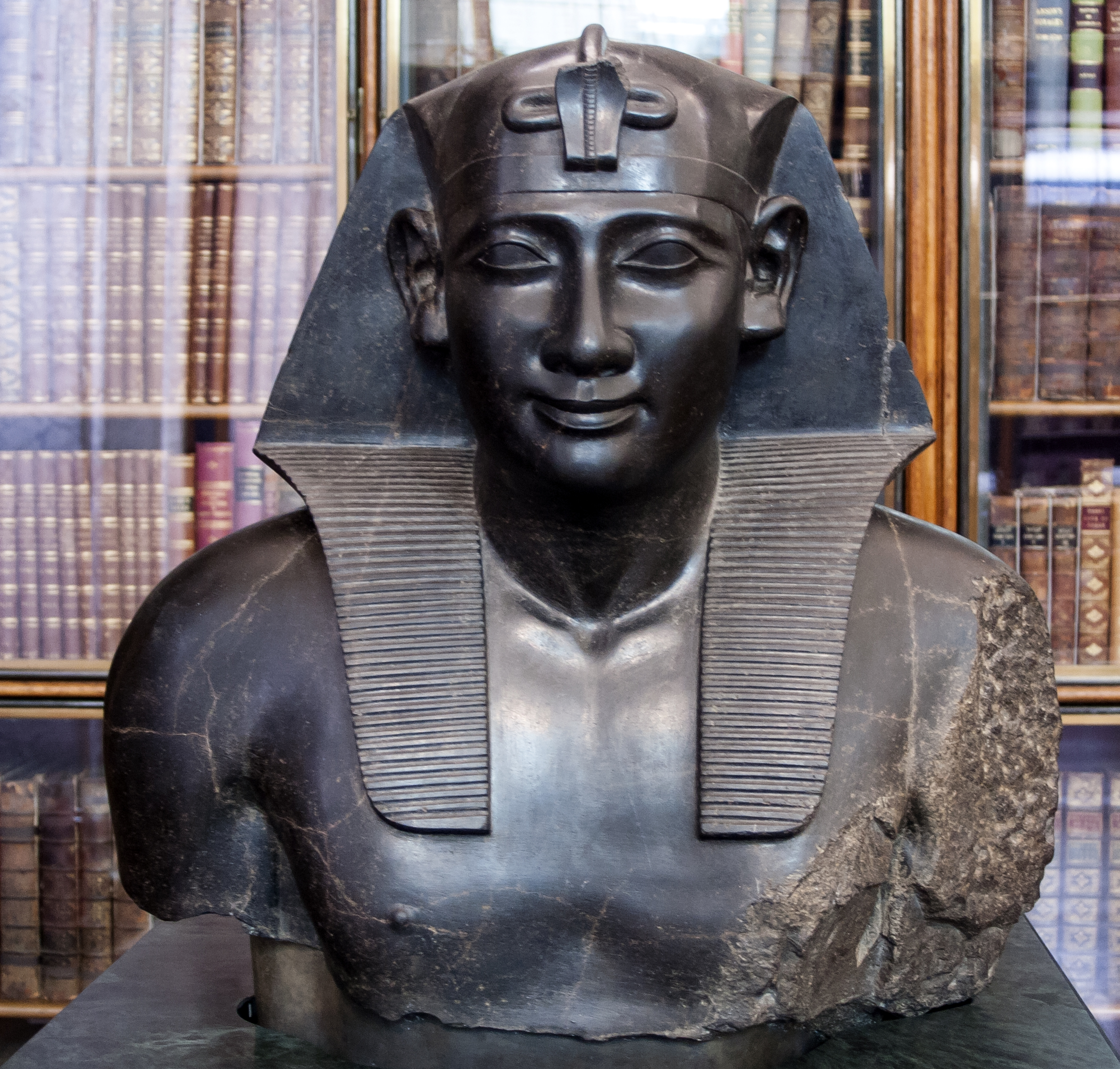
Fragment van een basalten beeld van Ptolemaeus I Soter, afgebeeld als farao
British Museum

Nog eenmaal werd zijn heerschappij serieus bedreigd, namelijk in 306 v.Chr.. 
In de slag bij Salamis in Cyprus versloeg Antigonos Ptolemaeus, en veroverde Cyprus op hem. Daarna waagde Antigonos ook een aanval op Egypte zelf, maar Ptolemaeus wist deze te weerstaan. 
In 305 liet hij zich tot koning kronen. 
De Diadochenoorlogen duurden nog tot 301 v.C., waarin Ptolemaeus zijn positie in Egypte en omstreken verder consolideerde.
Zo legde hij de basis voor de Ptolemaeïsche dynastie die bijna 300 jaar over Egypte zou heersen. Of hij ook de titel Farao aannam is niet bekend; in elk geval werd hij soms wel als zodanig afgebeeld. In 304 kreeg hij van de bevolking van Rhodos de eretitel Soter (dat wil zeggen redder), die later ook zijn officiële bijnaam werd in de Ptolemaeïsche dynastiecultus.
Ptolemaeus Soter begon met de bouw van de vuurtoren van Pharos en had ook plannen voor de bouw van een grote bibliotheek. Beide werden voltooid door zijn zoon en opvolger Ptolemaeus II Philadelphus.

## Historicus
Ptolemaeus I Soter heeft persoonlijk een geschiedeniswerk geschreven over de veldtocht van Alexander de Grote. Dat ging verloren, maar het werd wel als bron gebruikt door een latere schrijver, Arrianus van Nicomedië. Diens Anabasis Alexandri wordt als een van de belangrijkste bronnen beschouwd  (vroeger zelfs als dé belangrijkste) die men nog heeft over Alexander de Grote. Vroeger werd Ptolemaeus' werk als een meesterstuk van objectiviteit beschouwd, maar dit beeld is zeker verkeerd. Ptolemaeus overdrijft zijn eigen rol in het werk, terwijl hij zijn concurrenten (vooral Perdiccas) zo slecht mogelijk voorstelt of doodzwijgt. Ook Alexander wordt zeer positief voorgesteld: de talrijke moordpartijen, stadsplunderingen, massale executies en vermeende beestachtige daden die hij uithaalde, en waarbij Ptolemaeus waarschijnlijk zelf medeplichtige was, in onder meer India, worden zo veel mogelijk doodgezwegen. Een diepgaande interpretatie van Alexanders politiek komt in het werk niet voor: Ptolemaeus interesseerde zich blijkbaar vooral voor militaire aangelegenheden. Al bij al moet het vrij saaie lectuur geweest zijn (een zakelijk, droog, schijnbaar objectief verslag; geen anekdotes; nauwelijks interesse voor iets anders dan het militaire; voortdurende troepenbewegingen en gevechten), wat zou kunnen verklaren waarom het werk nooit veel gelezen werd, ook in de Oudheid niet.
Ptolemaeus' doel met het werk (waarvan onbekend is wanneer het geschreven werd) was waarschijnlijk zijn eigen positie als koning te verstevigen: hij wilde via het werk tonen dat hij zich in Alexanders veldtocht een goed generaal betoond had, een zaak die in die tijd van een niet te onderschatten belang was.

## Dood
Ptolemaeus stierf in 283 v.Chr. op circa 82-jarige leeftijd, voor die tijd uitzonderlijk oud, na ruim 30 jaar over Egypte geheerst te hebben. Hij werd opgevolgd door zijn zoon Ptolemaeus II Philadelphus.

## Trivia
- In de film Alexander wordt Ptolemaeus als kind gespeeld door Robert Early, als jonge man door Elliot Cowan, en de oudste versie als farao Ptolemaeus werd gespeeld door Anthony Hopkins.